# Cornhole
Štrbunk (izvorno angl. cornhole) je igra, običajno se igra na prostem.  Igralci mečejo s koruzo  napolnjene vrečke na nekoliko privzdignjeno ploščad z luknjo na njenem zgornjem delu. Ploščadi sta iz vezanega lesa ali umetne snovi. Zadetek vrečke v luknjo prinaša tri točke, na ploščad pa eno. Igra se nadaljuje, dokler igralec ali par ne doseže 21 točk.

## Pravila igre

### Velikost ploščadi
Po določilih ameriške zveze za cornohole je ploščad dolga 1,22 m in široka 0,61 m. Pri zadnjem delu znaša višina od tal 0,3 m, pri sprednjem pa približno 0,1 m. Luknja na platformi ima premer 0,15 m, njeno središče pa je od gornjega roba oddaljeno za 0,23 m. Kadar je ploščad izdelana iz vezanega lesa, ima ta debelino 15 mm. 
Ploščadi sta med seboj oddaljeni za 8,23 m, luknji sta oddaljeni za 10,1 m. Za otroke je lahko razdalja manjša in sicer 6,4 m.
Igralec lahko stoji kjerkoli na levi ali desni strani ploščadi in sicer ne dlje od gornjega roba in ne bližje od spodnjega roba. Nad igralno površino mora biti vsaj 3,66 m proste višine.

### Vrečke
Platnene vrečke velikosti 15 cm krat 15 cm imajo dvakrat prešit rob in maso med 0,40 kg in 0,45 kg. Barvi sta izbrani tako, da so vrečke čim bolj vidne. Vrečke so napolnjene s koruznimi zrni. 

### Potek igre
Igra je razdeljena na več delov (angl. frame, inning). Med posameznim delom vrže vsak igralec štiri vrečke. Meče lahko iz leve ali desne strani iste ploščadi. Za vsak met ima na razpolago 20 sekund. Igralec, ki je zabeležil več točk v predhodnem delu, meče prvi v naslednjem. Če ni nobeden, potem meče tisti, ki je nazadnje zabeležil več točk. 
Cornhole se lahko igra posamezno ali v dvojicah, pri čemer vsak igralec iste dvojice meče na različno ploščad. Prva stran meče tako dolgo, dokler oba igralca ne vržeta vsak po štiri vrečke, zatem mečeta igralca druge strani. V igri posamezno igrata igralca drug proti drugemu. Oba mečeta najprej na eno, nato na drugo ploščad.

### Točkovanje
Za točkovanje, mora vrečka pasti v luknjo ali ostati na ploščadi. Vrečka, ki pade skozi luknjo, je vredna tri točke. Vrečka je lahko bodisi vržena neposredno v luknjo bodisi lahko najprej pade na ploščad in nato ali sama zdrsi v luknjo ali pa jo vanjo potisne druga vrečka. Vrečka, ki pade na ploščad in tam ostane do konca posameznega dela igre, je vredna eno točko. Če se vrečka najprej dotakne tal in nato pristane na ploščadi, jo je potrebno pred nadaljevanjem igre odstraniti s ploščadi, pri čemer ne prinaša nobene točke.
Točke se običajno kompenzirajo (angl. cancellation scoring), kar pomeni, da se dosežene točke igralca, ki jih je dosegel manj, odštejejo od točk igralca, ki jih je dosegel več. Če je na primer prvi igralec v posameznem delu igre dosegel štiri točke, njegov nasprotnik pa eno, potem se šteje, da je v tem delu igre prvi igralec osvojil tri točke.

### Dolžina igre
Cornhole se igra tako dolgo, dokler prvi igralec ali dvojica ne doseže ali preseže 21 točk. Nekateri pa igrajo po pravilu doseženih 21 točk. To pomeni, da če igralec ali dvojica preseže 21 točk, se vrne na število točk, ki jih je imel pred zadnjim delom igre in sicer tako dolgo, dokler on ali nasprotnik ne doseže natančno 21 točk.
Igra se ne konča med posameznim delom, ampak šele, ko sta oba igralca oziroma obe dvojici končali ta del. To pomeni, da četudi en igralec ali dvojica doseže 21 toč, se igra ne konča, dokler tudi drugi igralec ali dvojica ne vrže vseh svojih vrečk.

## Zgodovina
Zgodovinska dejstva so neznana, obstajajo pa različne zgodbe. Med njimi je ena o evropskem poreklu, po kateri naj bi igro igrali v Nemčiji v 14. stoletju. Večina navedb govori o ameriškem poreklu, pri čemer nekateri locirajo začetke v kmetijske predele zvezne države Kentucky, drugi pa v zvezno državo Ohio in sicer v zahodni del mesta Cincinnati.

## Povezave
- Ameriška zveza za cornhole
- Ameriška organizacija za cornhole
- Naredi sam
- You Tube - Razumeti cornhole

1. ↑  »Štrbunk navdušuje vse več ljudi, Slovenci pobudniki evropske zveze«. www.24ur.com. 18. marec 2025. Pridobljeno 18. avgusta 2025.
2. ↑  »Predstavitev igre Štrbunk«. www.strbunk-zveza.si. Pridobljeno 18. avgusta 2025.